# Краљевска академија
Краљевска академија или Ригл акедеми (енгл. Regal Academy) италијанска је анимирана серија.
У Србији, Црној Гори, Републици Српској и Македонији серија је премијерно приказана 15. марта 2017. године на каналу Никелодион, синхронизована на српски језик. Синхронизацију је радио студио Голд диги нет. Српска синхронизација нема ДВД издања.

## Радња
Серија прати Роуз, тинејџерку са Земље, која открива кључ који води до Земље бајки, где бајке оживљавају. Завршава у врхунској школи по имену Ригл акедеми (Краљевска академија). Роуз сазнаје да је унука директорке Пепељуге. Она одлучује да остане на академији и научи како да користи чаролију, док пролази кроз разне авантуре са својим пријатељима.

## Списак епизода
| Сезона | Сезона | Епизоде | Премијерно приказивање (ИТА) | Премијерно приказивање (ИТА) | Премијерно приказивање (САД) | Премијерно приказивање (САД) | Премијерно приказивање (СРБ) | Премијерно приказивање (СРБ) |
| Сезона | Сезона | Епизоде | Прва епизода                 | Последња епизода             | Прва епизода                 | Последња епизода             | Прва епизода                 | Последња епизода             |
| ------ | ------ | ------- | ---------------------------- | ---------------------------- | ---------------------------- | ---------------------------- | ---------------------------- | ---------------------------- |
|        | 1      | 26      | 21. мај 2016.                | 15. новембар 2016.           | 13. август 2016.             | 29. април 2017.              | 15. март 2017.               | 20. август 2017.             |
|        | 2      | 26      | 28. новембар 2017.           | 2018.                        | 5. новембар 2017.            | 27. мај 2018.                | 6. мај 2018.                 | 9. септембар 2018.           |

## Улоге
| Име лика          | Глас |
| ----------------- | ---- |
| Роуз Пепељуга     |      |
| Тревис Звер       |      |
| Асториа Златокоса |      |
| Хок               |      |
| Џои ЛеЖабац       |      |
| Линг Линг         |      |
| Клара             |      |
| Пепељуга          |      |
| Звер              |      |
| Снежана           |      |
| ЛеЖабац           |      |
| Златокоса         |      |